# 埃斯塔西奧·科英布拉

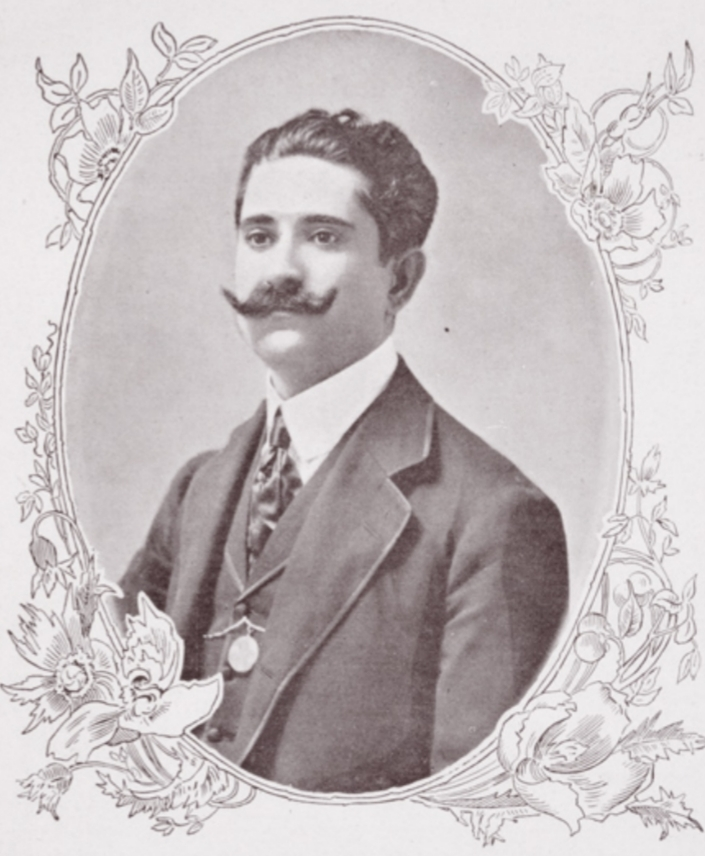
巴西副总统埃斯塔西奧·科英布拉

埃斯塔西奧·科英布拉（葡萄牙語：Estácio Coimbra，1872年10月22日—1937年11月9日），是巴西米内罗共和党政治家、律师，他于1922年至1926年担任第10任巴西副总统。1930年巴西革命后，科英布拉遭到迫害曾一度流亡到里斯本。1937年11月9日，他在里约热内卢逝世。